# やすえ・やすよ
やすえ・やすよは、かつて吉本興業に所属していた女性漫才コンビ。

## 経歴
やすえは、フジテレビ『笑ってる場合ですよ!』のワンコーナー「お笑い君こそスターだ!」に高校の同級生と出演するなど、素人時代から活動していた。しかしプロへの道は険しく、その後相方となるやすよと共に、アイドル歌手を目指して『スター誕生!』や『ホリプロタレントスカウトキャラバン』などのオーディションに応募するも、ことごとく落選する日々が続いていた。
ある時、やすえは、やすよの家族が花月を見に行くというので一緒に見に行く。その際、タレントオーディションのポスターを見かけたので応募したところ、合格。花月・ポケットミュージカルスのバックダンサーとなるも、ほどなくしてポケットミュージカルスは解散となる。
時期を同じくして、毎日放送『素人名人会』で急遽代演としてやすえとやすよの即席コンビで漫才を披露したところ、名人賞を獲得。桂小文枝（のちの5代目桂文枝）の代わりに審査員を務めていた横山やすしからも絶賛された。
正式コンビデビューする以前の1982年3月30日には、当時爆発的に人気漫才番組であったフジテレビの「THE MANZAI」に出演している。
1982年4月1日、その縁もあり女性漫才コンビ「やすえ・やすよ」を正式に結成。なんば花月上席の「フレッシュコーナー」で初舞台を踏む。コンビ結成わずか29日目には、朝日放送主催「第3回ABC漫才・落語新人コンクール」（現：ABCお笑いグランプリ）で審査員奨励賞を受賞し、その受賞発表の際には2人とも号泣した。
その後、数多くの関西の漫才コンテストで賞に輝き、期待の新人漫才師と注目されていたが、1984年1月にコンビ名を「未知やすえ・やすよ」に改名。やすよが週刊誌に野球選手との交際をスクープされている。1984年12月30日にうめだ花月下席の舞台を最後にコンビを解散する。やすえはコンビ解散後の翌日に吉本新喜劇に入団。やすよはコンビ解散を機に芸能界を引退した。

## メンバー
- 未知やすえ（1963年8月7日（61歳） - ）本名:内場泰恵（旧姓・城嶺）
- 未知やすよ（1963年10月5日（61歳） - ）本名:小川安代

## 出演

### テレビ
- THE MANZAI10（1982年3月30日、フジテレビ）
- 花の駐在さん（1982年4月3日、朝日放送/関西ローカル）
- '82 ABC漫才・落語新人コンクール（1982年4月29日、朝日放送/関西ローカル「ABCホリデーワイド」枠）
- シャネルズ・さんまの笑タイム（1982年9月5日、朝日放送「日曜お楽しみ劇場」枠）
- 第13回NHK上方漫才コンテスト（1983年3月5日、NHK総合/関西ローカル）
- 第18回上方漫才大賞（1983年4月17日、関西テレビ）
- あっちこっち丁稚（朝日放送）- 番組末期に出演。
- 新春花月爆笑劇場（毎日放送）
- お笑いネットワーク（読売テレビ）
- THAT'S MANZAI（朝日放送）

### ラジオ
- どっきん!面白天国第1部 ゲラ・ゲラ・ゲリラ（1984年4月 - 9月、ラジオ大阪）

### CM
- ラット化学 ユリアポット

## エピソード
- 当時ダウンタウンとコンビ同士仲が良く、4人で食事に行ったりしていたという。新人時代の松本人志と浜田雅功は車の免許を持っており、よく相方同士バラバラに乗ってドライブしていたという（松本の車にやすよ、浜田の車にやすえが乗車）。やすえは地元の東大阪市まで送ってもらっていた（2010年9月2日放送『7時ですよーだ』）。
- 第18回上方漫才大賞の新人奨励賞を受賞した際、やすえは、受賞後の漫才中に感極まり号泣してしまった。

## 受賞歴
- 1981年 - 高島屋素人漫才大会 準優勝
- 1981年 - フジテレビ 笑ってる場合ですよ! お笑い君こそスターだ! 第18代チャンピオン
- 1981年 - 毎日放送 素人名人会 名人賞
- 1982年 - 毎日放送 素人名人会 名人賞
- 1982年 - 第3回ABC漫才・落語新人コンクール 審査員奨励賞
- 1983年 - 昭和57年度 第13回NHK上方漫才コンテスト 優秀賞
- 1983年 - 第18回上方漫才大賞 新人奨励賞